# Cornelius Meister
Cornelius Meister (Hannover, 23 febbraio 1980) è un direttore d'orchestra e pianista tedesco.

## Biografia
Suo padre, Konrad Meister, è un pianista e professore di pianoforte alla Musikhochschule di Hannover. Anche sua madre è un'insegnante di piano. Il fratellastro, Rudolf Meister, è pianista e Rettore della Musikhochschule di Mannheim.
Meister ha studiato pianoforte e direzione alla Hochschule für Musik und Theater di Hannover. Oltre a suo padre tra i suoi insegnanti di Hannover figurano Martin Brauss ed Eiji Oue. Meister ha studiato musica anche al Mozarteum di Salisburgo, con insegnanti come Dennis Russell Davies e Karl Kamper. È stato premiato al Concorso di musica da camera della Germania del sud-ovest nel 1996, vincitore del Radeberger Award e del premio del pubblico al Schleswig-Holstein Musik Festival del 1998 e vincitore nel 2000 di un premio del Deutscher Musikwettbewerb.
Dal 2001 al 2002, Meister è stato assistente alla direzione del Theater Erfurt. Ha anche lavorato come Kapellmeister presso la Staatsoper di Hannover. Nel settembre 2005 è diventato Generalmusikdirektor di Heidelberg, allora il più giovane direttore musicale generale della Germania. Nell'ottobre 2008 ha esteso il suo contratto a Heidelberg fino al 2012, periodo in cui il suo mandato a Heidelberg si è concluso. Nel settembre 2010 Meister è diventato direttore principale e direttore artistico dell'Orchestra sinfonica della radio di Vienna (Vienna RSO), con un contratto iniziale di quattro anni. Nel febbraio 2015 l'orchestra ha annunciato l'estensione del suo contratto con la Vienna RSO fino al 2018. Con la Vienna RSO ha registrato musica di Gottfried von Einem e di Béla Bartók. Nell'aprile 2016 la RSO di Vienna ha annunciato che Meister avrebbe concluso il suo mandato con l'orchestra nel 2018, alla fine del suo attuale contratto. Nel giugno 2016 Meister è stato nominato Generalmusikdirektor (GMD) della Stuttgart State Opera e della Stuttgart State Orchestra, a partire dalla stagione 2018-2019 con un contratto iniziale di sei stagioni.
Nel settembre 2009 Meister ha debuttato negli Stati Uniti con la San Francisco Opera. Meister continua ad esibirsi in musica da camera in un duo di clarinetto-pianoforte con Clemens Trautmann.
Sposato dal 2006, Meister e sua moglie hanno due figli.